# باشگاه ورزشی ناسیونال (سورینام)
باشگاه فرهنگی ورزشی ناسیونال یک باشگاه فوتبال سورینامی است. آنها از لیگ دسته اول سورینام در سال ۲۰۱۲ سقوط کردند. آنها بازی‌های خانگی خود را در هوتوین، ناحیه وانیکا در ورزشگاه ناسیونلو انجام دادند.

## افتخارات
- لیگ دسته اول سورینام: ۱ قهرمانی
- جام حذفی سورینام: ۱ قهرمانی
- سوپر جام سورینام: ۱ قهرمانی